# アーミン・マイヤー

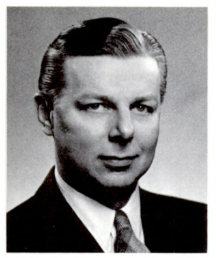
アーミン・マイヤー

アーミン・ヘンリー・マイヤー（Armin Henry Meyer, 1914年1月19日 - 2006年8月13日）はアメリカ合衆国の外交官。国務次官補代理、駐レバノン大使、駐イラン大使などを歴任したのち、1969年から1972年にかけて駐日大使をつとめた。

## 経歴・人物
アメリカ合衆国インディアナ州フォートウェイン生まれ。1933年にイリノイ州のリンカーン短期大学で準学士号を取得。1935年と1939年にオハイオ州のキャピタル大学で学士号を取得。1941年にオハイオ州立大学で数学の修士号を取得。
1943年連邦政府政治情報局に入り、のち国務省に転じる。そのキャリアにおいて一貫して中東の専門家として働き、イラン、エジプト、レバノン、イラクなどに在勤したのちに国務省中近東局次長、中近東局長、国務次官補代理（近東・南アジア担当）などを歴任した。その後、レバノン、イランの大使を務めた。
折しも駐日大使のポストが、沖縄返還問題、日米安保条約の更新問題、繊維に代表される日米貿易摩擦などの難題をかかえており選考が難航していた。そのため、あたかも「瓢箪から駒」のように、中東専門家のマイヤーが駐日大使に任命されたのである。新駐日大使マイヤーの名を聞いて日本政府筋は「なじみが薄く予想外の人事」と異例のコメントを出し、朝日新聞記者に「新大使の駐日大使としての適格性は？」と訊かれた国務省筋の人物がしばらく絶句したという。
在任中は沖縄・安保・貿易摩擦のほか二度にわたる「ニクソン・ショック」など、まれに見る多事多難な時期であった。ニクソンとキッシンジャーは概して密使・密約を多用し、しばしばマイヤーは頭越しにされる傾向があった。

## エピソード
- 昭和天皇のヨーロッパ訪問の際、給油地のアンカレッジでアメリカ政府代表が出迎えるべきだとワシントンに意見具申した。ニクソン大統領はアンカレッジ空港に出向いて、昭和天皇・香淳皇后を出迎えることになった。
- なかなか中東の感覚が抜けず、外務大臣と会う直前になって「30分遅らせてくれ」と言ってきたことがあるという。
- アマチュア無線が趣味でコールサインはW3ACE。レバノン（OD5AX）、イラク（YI2AN)、アフガニスタン（YA1AM)など赴任地で運用してきた。日本では電波法第5条により免許されず（当時）非常に不機嫌だったという。日本アマチュア無線連盟と共同して郵政省へ繰り返し働きかけ[1]、1970年に、相互運用協定締結国の有資格者は 社団局の構成員となって運用できるとされた[2]。JH1YDRのコールサインで外国人運用の第一号となった[3]。

## 著書
- Assignment: Tokyo, an Ambassador's Journal.(Bobbs Merrill, 1974).

浅尾道子訳『東京回想』（朝日新聞社, 1976年）
- Quiet Diplomacy: from Cairo to Tokyo in the Twilight of Imperialism.(iUniverse, Inc., 2003).